# Deer Hunter (Computerspielreihe)
Deer Hunter ist eine Serie von nordamerikanischen Computerspielen für den PC. Sie wurde von WizardWorks Software entwickelt, einer Unterabteilung von Infogrames. Das Design stammt von Sunstorm Interactive.
Das erste Spiel der Serie wurde am 31. Dezember 1997 herausgebracht, Deer Hunter 5: Tracking Trophies am 30. November 2001. Danach begannen die Southlogic Studios mit den Deer-Hunter-Spielen Deer Hunter 2003, Deer Hunter 2004 und Deer Hunter 2005, alle herausgegeben von Atari. Vom Original-Spiel Deer Hunter und dem Nachfolger Deer Hunter II gibt es auch Versionen für den Mac.
Das Spiel dreht sich um das Jagen von Rehen in entweder einem dichten Wald oder auf einer Wiese. Die Tages- und Jahreszeiten variieren. Auch andere Tiere als Rehe, wie zum Beispiel der Yeti können in den Spielen gesehen werden, diese dienen allerdings keinem anderen Zweck, als die Umgebung zu verschönern. In der neuesten Version kann der Spieler auch die Leitung über eine Reh-Herde übernehmen. Dies schließt etwa die Übersicht über das Wachstum der Reh-Population und die Vererbung der einzelnen Eigenschaften der Rehe mit ein.